# Списък на битките на Древен Рим
Списък на битките на Древен Рим.

## 8 век пр.н.е.
- По времето на Ромул (753 пр.н.е.-751 пр.н.е.) - Битка при езерото Курций между римляните и сабините
- По времето на Ромул (748 пр.н.е.-746 пр.н.е.) - Битка при Фидена
- По времето на Ромул (737 пр.н.е.-736 пр.н.е.) - Битка при Камерия
- По времето на Ромул (737 пр.н.е.-736 пр.н.е.) - между римляните и Вейи

## 6 век пр.н.е.
- 509 пр.н.е. - Битка при Силва Арсия - тарквинии и Вейи
- 502 пр.н.е. - Битка при Помеция - латини и римляни

## 5 век пр.н.е.
- 499 пр.н.е. или 496 пр.н.е. - Битка при Регилското езеро, между Римската република с Авъл Постумий Алб Региленсис и латините
- 495 пр.н.е. Битка при Ариция - римляните с Публий Сервилий Приск Структ против аврунките
- 482 пр.н.е. Битка при Антиум - римляните с Луций Емилий Мамерк против волските
- 482 пр.н.е. Битка при Лонгула - римляни с Луций Емилий Мамерк против волските
- 480 пр.н.е. Битка при Вейи (480 пр.н.е.) - римляните с Марк Фабий Вибулан против Вейи
- 477 пр.н.е. на 13 юли - Битка при Кремера, между Римската република и етруския град Вейи
- 477 пр.н.е.? Битка при храм на Надеждата - римляните с Гай Хораций Пулвил против с волските
- 477 пр.н.е. Битка при Колинската врата (477 пр.н.е.) - римляните с Гай Хораций Пулвил против етруски
- 458 пр.н.е. - Битка при планината Алгид, между Римската република и еквите
- 446 пр.н.е. - Битка при Корбион, между Римската република и волските и еквите